# Бенаквиста, Тонино
Тонино Бенаквиста (фр. Tonino Benacquista; родился 1 сентября 1961 года в Шуази-ле-Руа, пригород Парижа) — французский писатель-романист и сценарист.
Родился в семье итальянских эмигрантов. С детства стал увлекаться литературой и кинематографом. Работал ночным сторожем в музее, проводником поезда «Париж-Рим», декоратором. Из работы черпал вдохновение для своих будущих романов.
Первый свой роман издал в 24 года. Последующие работы были удостоены нескольких литературных премий. Наиболее успешным стал его роман «Сага» (1997), за который Бенаквиста был назван читателями журнала Elle автором года.
Сценарии для телесериалов начал писать ещё в конце 1980-х, но настоящий успех к Бенаквисте как сценаристу пришёл в 2002 году, когда он вместе с Жаком Одиаром получил премию «Сезар» за сценарий фильма «Читай по губам».

## Сценарист
- 1999 — Состояние паники / La Débandade
- 2001 — Читай по губам / Sur mes lèvres
- 2005 — Моё сердце биться перестало/ De battre mon cœur s’est arrêté

## Романы
- Epinglé comme une pin-up dans un placard de G.I. (Fleuve Noir, 1985)
- Охота на зайца (La Maldonne des sleepings, 1989)
- Три красных квадрата на чёрном фоне (Trois carrés rouges sur fond noir, 1990)
- Комедия неудачников (La Commedia des ratés, 1991)
- Укусы рассвета (Les Morsures de l’aube, 1992)
- Сага (Saga, 1997)
- Мясорубка для маленьких девочек (La Machine à broyer les petites filles, 1999)
- Обжора (L’Outremangeur, 2000)
- Кто-то другой (Quelqu’un d’autre, 2001)
- Всё для эго (Tout à l'égo, 2001)
- Малавита (Malavita, 2004)
- Малавита-2 (Malavita encore, 2008)
- Dieu n’a pas réponse à tout (mais Il est bien entouré) (2007) вместе с Николя Барралем